# Ptychomniales
Ptychomniales é uma ordem de musgos da subclasse Bryidae.